# Villa Simoneschi
Villa Simoneschi è un edificio che si trova in Via Dante 37 a Chianciano Terme in provincia di Siena.

## Storia e descrizione
L'edificio è un antico edificio padronale a tre piani che risale al 1830 circa, ed è situata nelle immediate vicinanze del centro storico di Chianciano Terme. Vi si accede da un monumentale cancello ubicato e si trova al centro di un giardino (non curato da anni) con piante piuttosto rare come: Hibiscus syriacus (Ibisco), Lippia citriodora (Lippia), Osmanthus fragrans (Olea fragrans), Ruscus hipoglossum (Pungitopo varietà) e Paeonia officinalis (Peonia). 
Alla destra per chi accede si trova una Cappella neoclassica, a fianco come un monumentale campanile spicca un Cedrus Libani di notevoli dimensioni, dal lato opposto, è situata una fontana in pietra con acqua sorgiva (adesso svuotata e non più funzionante), scendendo alcuni gradini si apre la zona più ombrosa e riservata del parco, un giardino formale con piante ad alto fusto. 
Il piazzale a mezzogiorno della villa è dominato dalla presenza di una bella fontana (attualmente in disuso) a pila al centro di uno specchio d'acqua dagli eleganti bordi polilobati, cui fa contorno una pavimentazione in lastre di pietra locale sul cui perimetro erano installate quattro singolari panchine a disegno pure in pietra (adesso distrutte da vandali). In fondo al piazzale, verso il Monte di Cetona e la sottostante vallata, si affaccia un'imponente terrazza panoramica, munita di un parapetto classicheggiante con balaustrini in pietra, al di sotto e a lato della quale si trovano rispettivamente la ex-limonaia e la Casina del Giardiniere.
Il giardino di Villa Simoneschi ospita oltre trenta qualità di piante, arbusti, siepi ed aiuole delimitate da pietre; tra gli alberi ad alto fusto spiccano alcuni: Acer negundo (Acero di Virginia), Taxus baccata (Tasso), Cotinus coggygria (Albero parrucca) e Prunus cerasifera (Prunus). 